# Myrna Dolyna
Myrna Dolyna (en ukrainien : Мирна Долина, en russe : Мирная Долина, Mirnaïa Dolina), ce qui signifie « vallée paisible », est un village et une commune urbaine d'Ukraine. La localité se trouve dans le Donbass à l'est du pays et dépend du raïon de Sievierodonetsk dans l'oblast de Louhansk. Sa population était de 355 habitants en 2011 et de 299 habitants en 2019.

## Géographie
Le village se trouve au sud de la ville de Lissitchansk, à environ 21 km au nord-est de Popasna et à 66 km au nord-ouest de Louhansk. 

## Histoire
Le village est documenté pour la première fois en 1773. Il reçoit son statut de commune urbaine en 1964.
La réforme administrative de juillet 2020 place la localité dans le raïon de Severodonetsk, après avoir supprimé le raïon de Popasna et réduit le nombre des raïons de l'oblast à huit, dont quatre seulement sont administrés par le gouvernement central de Kiev,.
Le village est pris par les forces de la république populaire de Lougansk et de l'armée russe le 21 juin 2022 au cours de l'invasion de l'Ukraine par la Russie et de l'offensive du Donbass.